# Свети Архангели Михаил и Гавриил (Кучевищки манастир)
„Свети Архангели Михаил и Гавриил“ (на македонска литературна норма: „Свети Архангели Михаил и Гавриил“) е средновековна православна църква в скопското село Кучевища, Северна Македония, главна църква (католикон) на Кучевищкия манастир. Част е от Скопската епархия на Македонската православна църква – Охридска архиепископия.
Църквата е издигната между Черноменската (1371) и Косовската битка (1389). Нейният план във формата на троен лист с доминантен купол напомня на светогорските църкви. Градежната техника, известна като клоазон, е характерна за елитните строежи.
Поради последвалото османско завоевание, църквата е първично изписана едва в 1591 година. Ктиторът Никола, църковно лице с титла презвитер, го дарил и създаването на първия иконостас, за което свидетелства надписът на разкошния позлатен кръст в преградата. От първите икони в манастира се намира само тази на архангелите Гавриил и Михаил, забележителна с тъмния цвят на кожата им. Същият колорит доминира във фреските в олтарот и наоса.
Според Анета Серафимова във фреските има редки и интересни теми, необичайни за Централните Балкани, като намирането на Светия кръст в Йерусалим и възстановяването на култа към иконите във Византия. Интересна е и сцената представяща Юда, който връща светото причастие в олтарната сцена „Причастието на апостолите“. В северозападния тъмен ъгъл на наоса Юда е изобразен как се разпада в ямата на пъкъла. В „Кръщение“ Йоан Предтеча говори пред народа за Христовото пришествие, а децата сами скачат в свещената река, като от небето ги благославя Бого Отец. Според Серафимова изобразяването на светите войници, облечени като царедворци, високи почти два метра, очарова със своята елегантност и достойнство и ясно илюстрира монументалния стил на XIV век. Потвърждение за това, че зографите не са местни, а гърци от юг са гръцките надписи, скрити в невидимите и тъмни части на църквата: в купола, олтара, високо на стената.
По-късно поради увеличените манастирски нужди, църквата е разширена на запад с притвор, който е изписан в 1631 година. По това време нов ктитор е митрополит Симеон Скопски, който дарява на манастира обковани книги и скъпи богослужебни предмети. За неговото меценатство в Скопската епархия свидетелства и надпис в Шишевския манастир „Свети Никола“, на хълма над езерото Матка. Симеон Скопски ангажира зографите, които почти едновременно, работили в тези два манастира, като сцените са надписани на църковнославянски език.
Целият източен зид е посветен на Страшния съд, където на страната на грешниците, се намира и Александър Македонски, поставен на пейка сред други езически владетели, както и група османски господари с фесови на главите. В дъното на впечатляващото изображение на Ада като огнена река, се намира черния Сатана, който в ръцете държи грешния Юда. На противоположната стена, на запад, се намира семейното дърво на Христос. В родословието на 25 квадратни метра има общо 110 сцени и фигури, сред които и тези на Сократ, Платон, Аристотел и Плутарх.
- Фрески
- Фрески
- Фрески
- Фреска „Успение Богородично“ (1701)

През XIX век манастирът преживява възраждане и става богословски училищен център с богата библиотека и ценни богослужебни предмети. Получава нов иконостас в 1843 година и икони в 1846 година. Доизграден е и южният конак. Този възход се свързва с тогавашния игумен, йеромонах Мисаил от тетовското село Копаница.